# Calyptrochaeta deflexa
Calyptrochaeta deflexa là một loài rêu trong họ Daltoniaceae. Loài này được Müll. Hal. S.P. Churchill mô tả khoa học đầu tiên năm 1989.